# Distretto di Feroz Nakhchir
Il distretto di Feroz Nakhchir è un distretto dell'Afghanistan appartenente alla provincia del Samangan.